# Live After Death
Live After Death è il primo album dal vivo del gruppo musicale britannico Iron Maiden, pubblicato il 14 ottobre 1985 dalla EMI.

## Descrizione
Registrato durante il World Slavery Tour, il disco è stato considerato uno dei più grandi album dal vivo della storia del rock e del metal, con un impatto paragonabile al Made in Japan dei Deep Purple. Il 1º febbraio 2008 è stato pubblicato in versione DVD.
La prima versione ad essere pubblicata è stata quella in formato doppio LP: tre dei quattro lati contenevano la registrazione del concerto tenutosi al Long Beach Arena in California dal 14 al 17 marzo 1985 mentre il quarto lato conteneva brani estratti dal concerto tenuto all'Hammersmith Odeon di Londra dell'anno precedente. La versione su CD è stata pubblicata il mese successivo e include invece solo il concerto californiano. In entrambe le versioni non è stato inserito (per ovvi motivi di spazio) il brano Sanctuary (presente nelle versioni VHS e DVD) e per lo stesso motivo Running Free del CD è stata accorciata rimuovendlo l'interazione con il pubblico, passando quindi dagli 8 minuti e 16 secondi della versione LP ai soli 3:16 del CD. Nel 1995 l'album fu ripubblicato in versione doppio CD con le b-side dei singoli inseriti nel secondo CD (per la precisione i brani Losfer Words (Big 'Orra), Sanctuary e Murders in the Rue Morgue). Infine nel 1998 è stato rimasterizzato e pubblicato in formato doppio CD con tutto il concerto al Long Beach Arena nel primo CD (e stavolta Running Free è inserita in formato integrale) e le cinque tracce del concerto di Londra nel secondo. L'ultimo formato, in doppio DVD, contiene il Live in Texas e il tour nell'Est Europeo Behind the Iron Curtain.

## Copertina
Come per ogni album distribuito dal gruppo fino a quel momento, anche questo raffigura la mascotte Eddie, il quale riemerge da una tomba che sulla lapide ha come epitaffio una frase tratta da The Nameless City dello scrittore di genere fantasy e horror Howard Phillips Lovecraft: 

## Tracce
Testi e musiche di Steve Harris, eccetto dove indicato.

### Edizione del 1985
1. Intro: Churchill's Speech – 0:49
2. Aces High – 5:29
3. 2 Minutes to Midnight – 6:03 (Adrian Smith, Bruce Dickinson)
4. The Trooper – 4:32
5. Revelations – 6:12 (Bruce Dickinson)
6. Flight of Icarus – 3:28 (Adrian Smith, Bruce Dickinson)
7. Rime of the Ancient Mariner – 13:18
8. Powerslave – 7:13 (Bruce Dickinson)
9. The Number of the Beast – 4:54
10. Hallowed Be Thy Name – 7:21
11. Iron Maiden – 4:21
12. Run to the Hills – 3:55
13. Running Free – 3:16 (Paul Di'Anno, Steve Harris)

CD bonus nella riedizione del 1995
1. Losfer Words (Big 'Orra) – 4:17
2. Sanctuary – 4:40 (Iron Maiden)
3. Murders in the Rue Morgue – 4:32

### Riedizione del 1998
CD 1
1. Intro: Churchill's Speech – 0:49
2. Aces High – 4:39
3. 2 Minutes to Midnight – 6:03
4. The Trooper – 4:32
5. Revelations – 6:12
6. Flight of Icarus – 3:28
7. Rime of the Ancient Mariner – 13:18
8. Powerslave – 7:13
9. The Number of the Beast – 4:54
10. Hallowed Be Thy Name – 7:21
11. Iron Maiden – 4:21
12. Run to the Hills – 3:55
13. Running Free – 8:43

CD 2
1. Wrathchild – 3:05
2. 22 Acacia Avenue – 6:19
3. Children of the Damned – 4:36
4. Die with Your Boots On – 5:13
5. Phantom of the Opera – 7:21

Contenuto multimediale nell'edizione rimasterizzata
1. 2 Minutes to Midnight (Live)
2. Powerslave (Live)
3. Excerpt of "Revelations"
4. Excerpt of "Churchill's Speech & Beginning of Aces High"

## Formazione
- Bruce Dickinson – voce, chitarra in Revelations
- Dave Murray – chitarra
- Adrian Smith – chitarra, cori
- Steve Harris – basso, cori
- Nicko McBrain – batteria

## Classifiche
| Classifica (1985-2021) | Posizione massima |
| ---------------------- | ----------------- |
| Canada                 | 24                |
| Croazia                | 14                |
| Finlandia              | 8                 |
| Francia                | 18                |
| Germania               | 10                |
| Norvegia               | 13                |
| Nuova Zelanda          | 16                |
| Paesi Bassi            | 8                 |
| Regno Unito            | 2                 |
| Spagna                 | 8                 |
| Stati Uniti            | 19                |
| Svezia                 | 8                 |
| Svizzera               | 26                |